# GOLDEN☆BEST 伊藤つかさ
『GOLDEN☆BEST 伊藤つかさ』（ゴールデン☆ベスト いとうつかさ）は、伊藤つかさのベスト・アルバム。2004年11月25日発売。発売元は徳間ジャパンコミュニケーションズ。規格品番：TKCA-72783。

## 概要
- 各レコード会社から発売されているゴールデン☆ベストシリーズの中の1枚。
- 2000年に発売したベスト・アルバム『伊藤つかさベストコレクション』と収録曲（選曲）が17曲重複している。
- 『伊藤つかさベストコレクション』同様にビクター時代の楽曲も収録されている。

## 収録曲
1. 少女人形
  - 作詞：浅野裕子／作曲：南こうせつ／編曲：船山基紀
2. 童話色 (めるへんいろ)
  - 作詞：浅野裕子／作曲：南こうせつ／編曲：船山基紀
3. 夕暮れ物語
  - 作詞：安井かずみ／作曲：加藤和彦／編曲：清水信之
4. リボン飾りのX’マス・プレゼント
  - 作詞：安井かずみ／作曲：加藤和彦／編曲：清水信之
5. 夢見るseason（シングル・ヴァージョン） 
  - 作詞・作曲：原由子／編曲：松井忠重
6. 春風にのせて
  - 作詞・作曲：大貫妙子／編曲：大村憲司
7. もう一度逢えますか（シングル・ヴァージョン）
  - 作詞：竜真知子／作曲：南こうせつ／編曲：船山基紀
8. 横浜メルヘン（シングル・ヴァージョン）
  - 作詞：庄野真代／作曲：小泉まさみ／編曲：川上了
9. 街角シーソーゲーム（アルバム・ヴァージョン）
  - 作詞・作曲：岸田智史／編曲：矢野立美
10. Good Night
  - 作詞：伊藤つかさ／作曲：原由子／編曲：青木望

アルバム『タッチ』収録。
11. パジャマ・パーティー
  - 作詞・作曲：竹内まりや／編曲：清水信之

アルバム『さよなら こんにちは』収録。
12. ボーイフレンド
  - 作詞・作曲：大貫妙子／編曲：青木望

アルバム『タッチ』収録。
13. 通学電車
  - 作詞・作曲：岸田智史／編曲：安田裕美

アルバム『タッチ』収録。
14. 恋はルンルン
  - 作詞：仲畑貴志／作曲・編曲：坂本龍一

アルバム『さよなら こんにちは』収録。
15. 涙のクレッシェンド
  - 作詞：秋元康／作曲：松尾一彦／編曲：井上鑑
16. 謎のアンドロメダ〜異次元からの帰還
  - 作詞：麻生圭子／作曲：中崎英也／編曲：鷺巣詩郎
17. ハートの季節（シングル・ヴァージョン）
  - 作詞：松井五郎／作曲：都倉俊一／編曲：川村栄二
18. 悲しみをうけとめて
  - 作詞：岩里祐穂／作曲：タケカワユキヒデ／編曲：清水信之